# Tiphia unicolor
Tiphia unicolor (Syn.: Tiphia ruficornis bzw. Tiphia polita) ist ein Hautflügler aus der Familie der Rollwespen (Tiphiidae). Tiphia polita wurde von manchen Autoren als eigene Art angesehen, da bei diesen Tieren die Tegulae anders gefärbt sind, dabei handelt es sich jedoch wahrscheinlich um Variabilität innerhalb der gleichen Art.

## Merkmale
Die Wespen haben eine Körperlänge von 7 bis 8 Millimeter (Weibchen) bzw. 6 bis 8 Millimeter (Männchen). Die Tiere sind schwarz gefärbt. Bei den Weibchen ist die Unterseite der Fühler rotbraun. Die Weibchen besitzen am ersten Tergit vor dem Hinterrand eine Punktreihe. Die Vorderflügel besitzen bei beiden Geschlechtern zwei Diskoidalzellen und zwei Cubitalzellen. Das Stigma ist bei den Weibchen klein, bei den Männchen normal ausgebildet. Die Seitenfelder des Propodeums sind bei den Weibchen glänzend, bei den Männchen chagriniert glänzend. Die Schenkel (Femora) der Weibchen sind verdickt, die der Männchen sind schlank. Bei beiden Geschlechtern sind die Schienen (Tibien) dornig. 

## Vorkommen und Lebensweise
Die Art ist im Süden und Zentrum der westlichen Paläarktis verbreitet. Sie fliegt von Mitte Mai bis Ende August. Die Larven parasitierten Käferlarven. 

## Belege